# De Normer
De Normer is een buurtschap in de gemeente Hollands Kroon in de provincie Noord-Holland. De plaats wordt ook wel zonder 'De' geschreven, dus Normer.
De buurtschap ligt in de polder met de naam Normerpolder. Het ligt ten noorden van Westerland en ten westen van De Belt en Hippolytushoef. Ondanks dat de buurtschap bijna heel de polder omvat is het aantal inwoners ervan gering. Zo woonden er 1840 ongeveer 25 inwoners, anno 2005 is dat nauwelijks meer geworden. De polder is daarom ook bekend bij vogelliefhebbers.
Tot 31 december 2011 behoorde De Normer tot de gemeente Wieringen die per 1 januari 2012 in een gemeentelijke herindeling is samengegaan tot de gemeente Hollands Kroon.
Dorpen en gehuchten: Anna Paulowna · Barsingerhorn · Breezand · Den Oever · Haringhuizen · Hippolytushoef · De Haukes · Kleine Sluis · Kolhorn · Kreil · Kreileroord · Lutjewinkel · Middenmeer · Moerbeek · Nieuwe Niedorp · Nieuwesluis · Oosterklief · Oosterland · Oude Niedorp · Slootdorp · Smerp · Stroe · De Strook · Terdiek · Tolke (deels) · Van Ewijcksluis · Vatrop · 't Veld · Verlaat (deels) · Westerklief · Westerland · Wieringerwaard · Wieringerwerf · Winkel · Zijdewind

Buurtschappen: Blokhuizen · Dam · De Belt · De Bomen · De Elft · Emaus · Gelderse Buurt · De Gest · Groetpolder · Hanedoes · De Heid · De Hoelm · Hogebieren · Hollebalg · De Kampen · Langereis (deels) · De Leijen · Lutjekolhorn · Mientbrug · Noord-Stroe · Noordburen · Noorderbuurt · De Normer · Poolland · Spoorbuurt · Tin · Vennik (deels) · Wateringskant · De Weel (deels) · De Weere · Westeinde  · Zandburen

Noord-Holland: Steden en dorpen    Nederland: Provincies · Gemeenten